# Asociación General de Autores del Uruguay
La Asociación General de Autores del Uruguay (AGADU) es una asociación de gestión colectiva de derechos de autor de Uruguay.
La Asociación General de Autores Del Uruguay (AGADU) fue fundada el 26 de septiembre de 1929, como resultado de la fusión de diversas instituciones culturales que, por distintos caminos, procuraban la defensa de los Derechos de Autor - tanto moral como patrimonial.
La institución sin fines de lucro busca además la promoción, apoyo y difusión de los autores nacionales.

## Entre los poetas, dramaturgos y músicos que fundaron AGADU, se encuentran
Froilán Aguilar, Ramón Collazo, Antonio Labroca, Jaime Airaldi, Raúl Courau, Roberto Luratti, José Alonso yTrelles, Ernesto D'Antuoni, Román Machado, Doroteo Andrada, Raúl De Castro, Francisco Maquieira, Joaquín Barreiro, Edgardo Donato, Rogelio Mastrángelo, Juan Carlos Barthe, Edmundo Donato, Gerardo Matos Rodríguez, Juan Bauer, David Estévez, Nicolás Messutti, Edmundo Bianchi, Alfonso Fogaza, Gerardo Metallo, Pintín Castellanos, Roberto Fontaina, Adolfo Mondino, Américo Chiriff, Juan González Prado, Juan Carlos Patrón, Juan Antonio Collazo, Salvador Granata, Américo Perelló, Víctor Pérez Petit, Agustín Pucciano, Juan Rochetti, Luis Rolero, Orlando Romanelli, Alejandro Sarni, Emérito Sheppard, Fernán Silva Valdés, Víctor Soliño, Horacio Susena, Roberto Tálice, Luis Viapiana, Carlos Warren, Gerónimo Yorio, Guillermo Zuasti.

## La Ley
El gobierno de la República Oriental del Uruguay sancionó la Ley de Derechos de Autor en el año 1937. El primer registro efectuado en la Institución se realizó al día siguiente a su fundación, el 27 de setiembre de 1929, constituyéndolo el tango "Puro cuento", música de Alberto Alonso y letra de F. Ruiz Paris.

## El primer hito
La primera gran recaudación de derechos efectuada por la Institución se cumplió en el año 1930 con el espectáculo que - en honor de la flamante AGADU - se llevara a cabo en el Teatro Artigas (Andes y Colonia) con la actuación del prestigioso dúo Gardel - Razzano, el cual recaudó la suma de mil cien pesos.

## Instalaciones
AGADU cuenta con la Sala Blanca Podestá - Teatro AGADU, un Museo y Centro de Documentación, y el Parque de Vacaciones “Luis Alberto Zeballos” que se encuentra ubicado en Atlántida, en el kilómetro 45.500 de la Ruta Interbalnearia, con una disponibilidad de 11 bungalows.
La sala Blanca Podestá, que tiene una capacidad de 120 localidades. En la misma se ofrecen espectáculos teatrales para adultos y niños, así como conciertos, recitales, espectáculos de danza, ensayos, grabaciones, conferencias, cursos y presentaciones de libros y fonogramas.
El Museo y Centro de Documentación de AGADU fue inaugurado el 25 de agosto de 1964. En 1999 comenzaron los trabajos de reciclaje en la antigua sede de AGADU y el Museo fue desmontado. Durante ese período se realizaron tareas de procesamiento de la información (inventario, catalogación, clasificación, tematización, entre otras).
En 2008 el Museo se instaló en el subsuelo de la Casa del Autor.
En forma paralela se creó el Centro de Documentación, el cual posee un acervo con un importante número de partituras, libros, revistas, recortes de prensa, discos de vinilo, casetes, CDs, DVDs y una gran cantidad de fotografías, manuscritos, programas y afiches que registran momentos y personajes de la historia de nuestra cultura.

## El valor de la historia
El Museo de AGADU cuenta con una exposición permanente de objetos de destacadas personalidades de nuestra cultura y puede visitarse martes y jueves de 14 a 19 horas, en Canelones 1130. Subsuelo de la Casa del Autor. Abierto a todo público.

## Otras asociaciones de gestión colectiva
Además de AGADU se encuentran autorizadas para representar a creadores e intérpretes la Sociedad Uruguaya de Artistas e Intérpretes (SUDEI), la Cámara Uruguaya de Productores de Fonogramas (más conocida como Cámara Uruguaya del Disco o CUD) y la Asociación Nacional de Broadcasters del Uruguay (ANDEBU).

## El derecho de autor en Uruguay
El derecho de autor en Uruguay se encuentra regido por las leyes N.º 9.739 del 17 de diciembre de 1937 y N.º 17.616 del 10 de enero de 2003 y por el decreto N.º 154/004 del 3 de mayo de 2004. Asimismo, rigen el Convenio de Berna para la Protección de las Obras Literarias y Artísticas y la Convención de Roma sobre la protección de los artistas intérpretes o ejecutantes, los productores de fonogramas y los organismos de radiodifusión del 26 de octubre de 1961.
La legislación uruguaya protege el derecho moral del autor de toda creación literaria, científica o artística y le reconoce derecho de dominio sobre las producciones de su pensamiento, ciencia o arte. El autor conserva su derecho de propiedad durante toda su vida, y sus herederos o legatarios por el término de cincuenta años a partir del deceso del causante. Cuando el titular de un derecho de autor es el Estado o cualquier organismo público, la propiedad es reconocida a perpetuidad.
Si bien el registro de las obras no es necesario para poder ejercer los derechos de autor, la Biblioteca Nacional lleva un registro de los derechos de autor, en el que los interesados pueden inscribir las obras y demás bienes intelectuales protegidos por la ley. 
La vigilancia y contralor de la aplicación de la ley de derechos de autor está a cargo de un Consejo de Derechos de Autor, integrado por cinco miembros honorarios designados por el Ministerio de Educación y Cultura que duran cinco años en sus funciones. El Consejo de Derechos de Autor ejerce la supervisión y el contralor del registro y le compete resolver las controversias que se susciten con motivo de las inscripciones.